# Дес Рош
Десмонд Майкл Патрік Рош (англ. Desmond Michael Patrick "Desse" Roche, 1 лютого 1909, Кемптвілл, Онтаріо — 18 січня 1971) — канадський хокеїст, що грав на позиції правого нападника.

## Ігрова кар'єра
Професійну хокейну кар'єру розпочав 1930 року.
Протягом професійної клубної ігрової кар'єри, що тривала 10 років, захищав зокрема кольори команд «Сент-Луїс Іглс», «Монреаль Канадієнс», «Монреаль Марунс», «Оттава Сенаторс» та «Детройт Ред-Вінгс».
Усього провів 112 матчів у НХЛ.